# Torre de Can Mora
|  | Aquest article tracta sobre Torre de Can Mora de la Torre de Claramunt. Vegeu-ne altres significats a « Can Móra (desambiguació)». |

La Torre de Can Mora és una torre del municipi de la Torre de Claramunt inclosa en l'Inventari del Patrimoni Arquitectònic de Catalunya.

## Descripció
És una torre, segurament de vigilància, ja que es troba al costat del riu Anoia i al costat, també, del camí ral d'Aragó. Sembla tenir dues entrades. Una de les entrades és com un passadís que l'uneix amb la terra ferma. L'altra entrada dona a unes escales que teòricament deuen portar a la fàbrica de paper dels Mora que es troba als soterranis de Can Mora. Està feta de pedra, de base quadrada i acaba amb denticulats sota d'aquestes s'obren unes finestretes rodones.

## Història
Enlloc es parla d'aquesta torre, però podria tractar-se de la que va donar lloc al nucli anomenat la "Torre Baixa". La presència d'aquesta torre es podria relacionar amb la proximitat del camí ral d'Aragó i amb el proper Castell de Cabrera que presenta elements arquitectònics molt similars.